# Хаван и пестик
Хаванът и пестикът са съд с големина на купа или чаша и къс дебел лост с гладка дръжка и изпъкнала глава, предназначени за стриване на различни субстанции в домакинството, най-често подправки и билки. Може да се употребяват на масата за хранене. Хаванът се среща в българските диалекти също и като „хаванка“, „хаванче“, „гаванка“ или „гаванче“. В китайски думата гайван (gaiwan) се ползва за купа за чай. В съвременните домакинства хаваните се използват основно за стриване на чесън, по-рядко на черен пипер, кафе и други.
Най-често хаваните се изработват от дърво, но могат да бъдат направени от камък, порцелан, бронз и други.
До средата на 20 век хаваните са били най-често използваните съдове в аптекарството. При съвременните нива на индустриализация във фармацевтиката, повечето аптеки продават само фабрично изготвени лекарства. Някои аптеки, най-често билковите и хомеопатичните, все още приготвят екстемпорални лекарствени форми, за чието изготвяне понякога ползват хавани. Хаванът и пестикът са вторият най-разпространен символ на аптекарството след чашата със змията.

## Чу̀тура
Чу̀турата е дълбок и висок дървен съд, предназначен за стриване на каменна и морска сол, избиване на масло от мляко и други. До средата на 20 век чутурите са обичайни съдове в почти всяка българска къща. С индустриализацията на страната след Втората световна война отпада необходимостта от разбиване на каменна и морска сол в домакинствата. Колективизацията на селското стопанство в Народна република България води до изчезване на дребните собственици на животни и така се прекратява избиването на масло в домашна обстановка.
Хаванът е термин от турския език, пестик – от руски език. В българския език се предпочитат стъпка или стъпа (стр. 282 на 5. том от речника на Найден Геров). Аналогично пестик може да се заменя с чукало. В някои диалекти чукалото се нарича кълца̀ло или клъ̀цник.